# Football Club Nart Soukhoumi
 (août 2023).
Si vous disposez d'ouvrages ou d'articles de référence ou si vous connaissez des sites web de qualité traitant du thème abordé ici, merci de compléter l'article en donnant les références utiles à sa vérifiabilité et en les liant à la section « Notes et références ».
Le FC Nart Soukhoumi, est un club de football abkhazien fondé en 1997, basé à Soukhoumi, capitale de l'Abkhazie, et qui évolue dans le championnat d'Abkhazie.
Il a remporté au total 15 Championnat d'Abkhazie de football, 11 coupes d'Abkhazie et 12 Supercoupes (38 trophées).

## Histoire
Le club de football « Nart » est fondé en 1997 par Tsvinaria Gennady Shukrievich et Yenik Raul Nikolevich. Depuis août 2006, le cofondateur est le président du club, il s'agit de Butba Beslan Tikovich.

## Palmarès

### Compétitions nationales
| Compétitions nationales |
| --- |
| Compétitions actuelles - Championnat d'Abkhazie de football (15) - Champion : 1999, 2000, 2003, 2005, 2007, 2008, 2009, 2011, 2013, 2016, 2018, 2019, 2020, 2021, 2024 - Finaliste : 2002, 2004, 2006, 2010, 2012, 2015, 2022 - Troisième : 1998, 2001, 2017 - Coupe d'Abkhazie de football (11) - Champion : 2001, 2002, 2003, 2005, 2006, 2007, 2008, 2014, 2016, 2017, 2019 - Finaliste : 1999, 2000, 2004, 2011, 2012, 2013, 2018, 2022 - Supercoupe d'Abkhazie de football (12) - Champion : 1999, 2000, 2001, 2002, 2008, 2009, 2013, 2017, 2019, 2021, 2022, 2024 - Finaliste : 2006, 2011, 2012, 2014, 2016, 2018 |

### Trophées individuels
| Compétitions nationales | |
| --- | --- |
| \| Meilleur footballeur Abkhaze de l'année : - Denis Gumba (1999) - Irakli Katsia (2000, 2001) - Roman Tskua (2003) - Beslan Achouba (2005) - D. Lordkipanidzé (2006, 2010) - Henri Tania (2007) - Ruchis Ardzinba (2008, 2009) - Tarach Khagba (2011) - Feras Ismaïl (2016) - Chabbat Logua (2018, 2019) \| Meilleur buteur Abkhaze : - Alyas Mikaya (1998) - Armen Kapikian (1999) - Irakli Katsia (2001, 2004) - Beslan Achouba (2005, 2007) - Ruchis Ardzinba (2008, 2009, 2011) - Feras Ismail (2015, 2016, 2017) - Nikita Filatov (2018) - Shabbat Logua, Naur Tsvinaria (2019) - Temur Agrba, Alan Kvitsinia (2020) \| | |
| Meilleur footballeur Abkhaze de l'année : - Denis Gumba (1999) - Irakli Katsia (2000, 2001) - Roman Tskua (2003) - Beslan Achouba (2005) - D. Lordkipanidzé (2006, 2010) - Henri Tania (2007) - Ruchis Ardzinba (2008, 2009) - Tarach Khagba (2011) - Feras Ismaïl (2016) - Chabbat Logua (2018, 2019) | Meilleur buteur Abkhaze : - Alyas Mikaya (1998) - Armen Kapikian (1999) - Irakli Katsia (2001, 2004) - Beslan Achouba (2005, 2007) - Ruchis Ardzinba (2008, 2009, 2011) - Feras Ismail (2015, 2016, 2017) - Nikita Filatov (2018) - Shabbat Logua, Naur Tsvinaria (2019) - Temur Agrba, Alan Kvitsinia (2020) |

## Personnalités du FC Nart Soukhoumi

### Présidents du FC Nart Soukhoumi
| N° | Nom                                                    | Période   |
| -- | ------------------------------------------------------ | --------- |
| 1  | Tsvinaria Gennady Shukrievich et Yenik Raul Nikolevich | 1997-2005 |
| 2  | Butba Beslan Tikovic                                   | 2005-2011 |
| 3  | Tsvinaria Gennady Choukrievitch                        | 2011-     |

### Entraîneurs du FC Nart Soukhoumi
| N° | Nom                          | Période           |
| -- | ---------------------------- | ----------------- |
| 1  | Avidzba Rodion Rasimovich    | 1997              |
| 2  | Tarba Saïd Zaurovitch        | 1997 ou 2006-2011 |
| 3  | Tskua Roman Rouslanovitch    | 2011-2013         |
| 4  | Ardzinba Ruchas Garievitch   | 2013              |
| 5  | Petruk Valery Vladimirovitch | 2015              |
| 6  | Tarba Saïd Zaurovitch        | 2016-2017         |
| 7  | Feras Ismail Feissalovitch   | 2018-2019         |
| 8  | Anshba Ali Khairettinovich   | 2020-             |